# Logarithmische Verteilung

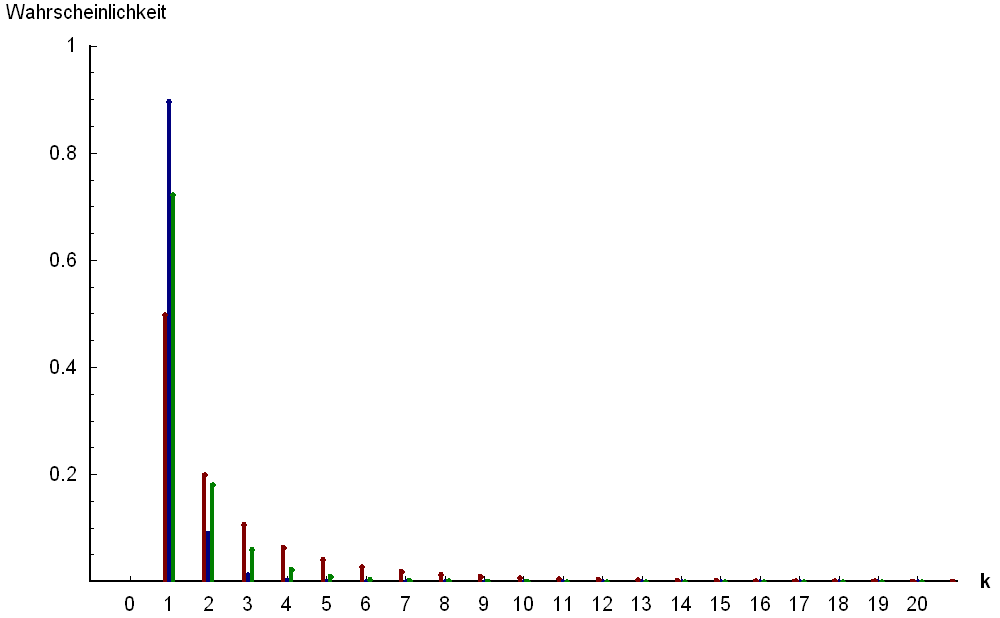
Wahrscheinlichkeitsfunktion der logarithmischen Verteilung für (blau), (grün) und (rot)

Die logarithmische Verteilung ist eine Wahrscheinlichkeitsverteilung in der Stochastik, der Mathematik des Zufalls.
Sie ist univariat, eine diskrete Wahrscheinlichkeitsverteilung und kommt aus dem Bereich der Versicherungsmathematik.
Sie ist interessant als Schadenshöhenverteilung, wird aber kaum zur Bestimmung der Schadensanzahlen benutzt.

## Definition
Eine diskrete Zufallsgröße {\displaystyle X\in \mathbb {N} \setminus \left\{0\right\}} genügt der logarithmischen Verteilung mit dem
Parameter {\displaystyle p} (Erfolgswahrscheinlichkeit), wenn sie die
Wahrscheinlichkeit
{\displaystyle \operatorname {P} (X=k)=f(k)=-{\frac {p^{k}}{k}}\cdot {\frac {1}{\ln(1-p)}}}
besitzt.

## Eigenschaften

### Erwartungswert
Die logarithmische Verteilung hat einen Erwartungswert von
{\displaystyle \operatorname {E} (X)=-{\frac {p}{(1-p)\ln(1-p)}}}.

### Varianz
Die Varianz bestimmt sich zu
{\displaystyle \operatorname {Var} (X)=-{\frac {p\cdot (\ln(1-p)+p)}{(1-p)^{2}\ln ^{2}(1-p)}}}.

### Variationskoeffizient
Aus Erwartungswert und Varianz erhält man sofort den Variationskoeffizienten
{\displaystyle \operatorname {VarK} (X)={\sqrt {-{\frac {p}{\ln(1-p)+p}}}}}.

### Schiefe
Die Schiefe ergibt sich zu:
{\displaystyle \operatorname {v} (X)={\frac {1}{\sqrt {p(-\ln(1-p)-p)}}}\left({\frac {\ln ^{2}(1-p)}{-\ln(1-p)-p}}+p(-\ln(1-p)-2p)\right)}.

### Charakteristische Funktion
Die charakteristische Funktion hat die Form
{\displaystyle \phi _{X}(s)={\frac {\ln(1-pe^{is})}{\ln(1-p)}}}.

### Wahrscheinlichkeitserzeugende Funktion
Für die wahrscheinlichkeitserzeugende Funktion erhält man
{\displaystyle g_{X}(s)={\frac {\ln(1-ps)}{\ln(1-p)}}}.

### Momenterzeugende Funktion
Die momenterzeugende Funktion der logarithmischen Verteilung ist
{\displaystyle m_{X}(s)={\frac {\ln(1-pe^{s})}{\ln(1-p)}}}.

### Iterative Berechnung
Für die Wahrscheinlichkeitsfunktion gilt die rekursive Gleichung
{\displaystyle f(k+1)={\frac {kp}{k+1}}f(k)}
mit Startwert
{\displaystyle f(1)={\frac {-p}{\ln(1-p)}}}.
Dies kann zur effektiven Implementierung von logarithmisch verteilten Zufallszahlen genutzt werden.

## Beziehung zu anderen Verteilungen
Kombiniert man die logarithmische Verteilung mit der zusammengesetzten Poisson-Verteilung, so entsteht die negative Binomialverteilung und damit als Spezialfall auch die geometrische Verteilung.